# Martin Lér
Martin Lér (také MaLér) (* 28. dubna 1978) je počítačový odborník a internetový publicista, zaměřený hlavně na problematiku produktů firmy Apple. Byl vydavatelem internetového magazínu iPhoneMania.cz, věnovanému mobilnímu telefonu Apple iPhone, a je autorem blogu Poslední dobou..., kde informuje převážně o počítačích Macintosh, iPodech a mobilním telefonu iPhone.
Od května 2001 do 1. dubna 2004 byl šéfredaktorem serveru MujMac.cz , na serveru publikoval od jeho založení do srpna 2004 . V dubnu 2004 si zakládá blog Poslední dobou... (někdy také jen MaLer nebo maler.cz). Kromě toho publikuje i na serverech Lupa.cz, Živě.cz, Digizone.cz a dalších.

## Trestní oznámení na KSČM
29. února 2008 vydala KSČM prohlášení, v němž se přihlásila "k revolučnímu základu" komunistického puče v Československu v únoru 1948. V reakci na toto prohlášení podal Martin Lér 3. března trestní oznámení na KSČM ve věci trestného činu podpory a propagace hnutí směřujících k potlačení práv a svobod člověka. 6. března státní zastupitelství Lérovo podání odložilo se zdůvodněním, že neshledává podezření z trestného činu. V reakci na toto rozhodnutí však podali další trestní oznámení na KSČM členové Balbínovy poetické strany Jiří Hrdina a Petr Borka.

## Knižní publikace
- LÉR, Martin; ČADA, Ondřej. Mac OS X krok za krokem. Praha: Grafika Publishing, 2002. ISBN 80-9031520-8.